# Hans Makart

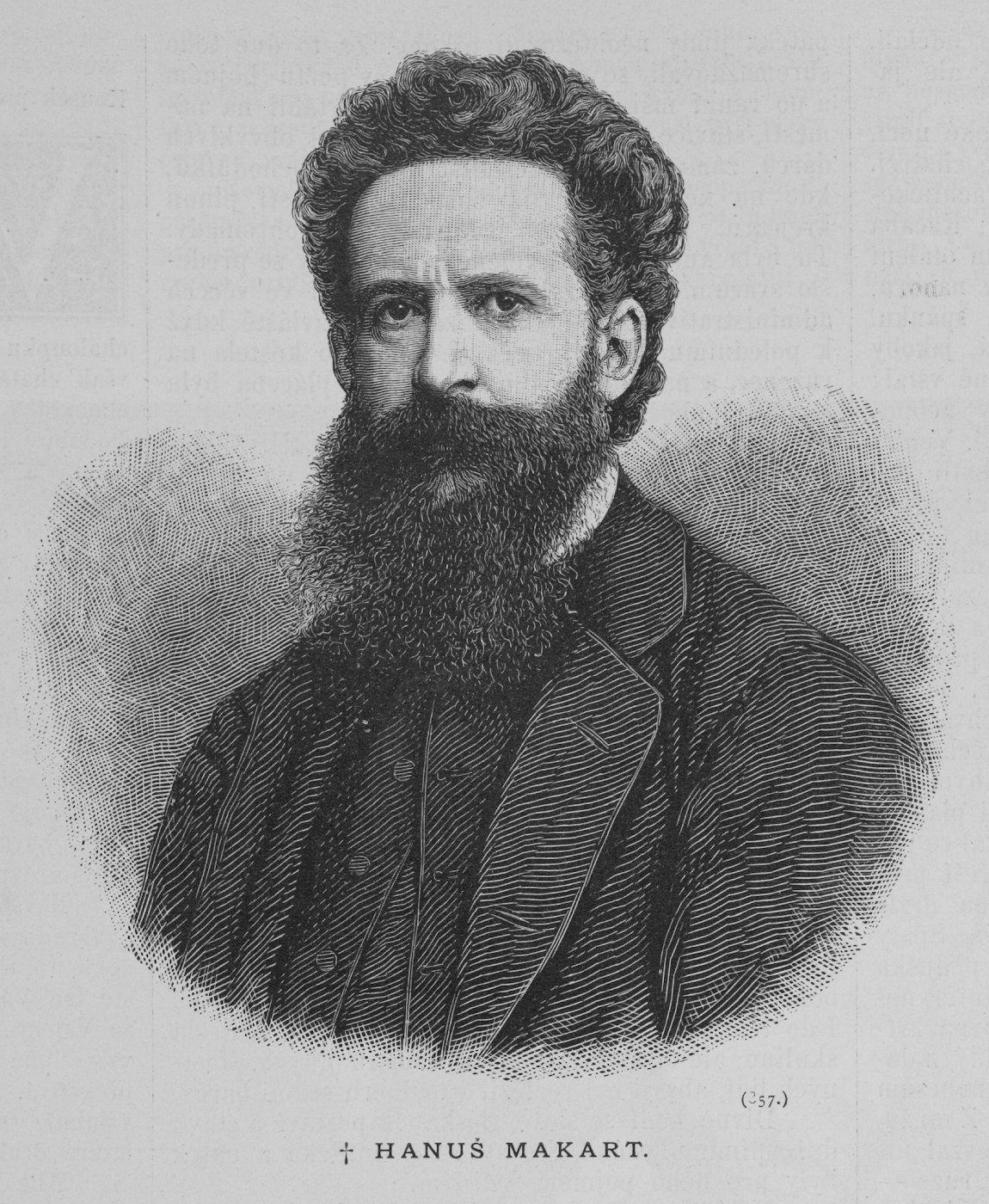
Retrato de Makart

Hans Makart (Salzburgo, 28 de mayo de 1840-Viena, 3 de octubre de 1884) fue un pintor de historia, diseñador y decorador académico austriaco del siglo XIX; es más conocido por su influencia en Gustav Klimt y otros artistas austriacos, aunque en su propia época fue considerado un artista importante y famoso en la alta cultura de Viena, obteniendo una adulación casi de culto.

## Vida
Makart era hijo de un chambelán en el Palacio Mirabell, nacido en la antigua residencia de los príncipes arzobispos de Salzburgo. Inicialmente, recibió su formación en pintura en la Academia de Viena entre 1850 y 1851 de Johann Fischbach. Mientras estudiaba en la Academia, el arte alemán estaba bajo la regla del clasicismo, que era enteramente intelectual y académico: el dibujo claro y preciso, el modelado escultórico y la erudición pictórica se valoraban sobre todo. Makart, quien era un mal dibujante con un amor apasionado y sensual por el color, estaba impaciente por escapar de la rutina del dibujo de la escuela de arte. Sus instructores encontraron que carecía de cualquier talento y lo obligaron a abandonar la Academia de Viena.
Fue a Múnich, y después de dos años de estudio independiente, atrajo la atención de Carl Theodor von Piloty y bajo su orientación, entre 1861 y 1865 desarrolló su estilo de pintura. Durante estos años, Makart también viajó a Londres, París y Roma para continuar sus estudios. La primera imagen que pintó bajo Piloty, Lavoisier en la prisión, aunque se consideró tímida y convencional, despertó el interés por su sentido del color. En su próximo trabajo, El caballero y las ninfas de agua, demostró por primera vez las cualidades decorativas a las que luego sacrificaría en sus siguientes trabajos. Su fama se estableció al año siguiente, con dos obras, Amoretti moderno y La peste en Florencia. Su pintura Romeo y Julieta fue comprada poco después por el emperador austríaco para el Museo de Viena, y la aristocracia invitó a Makart a que fuera a Viena.

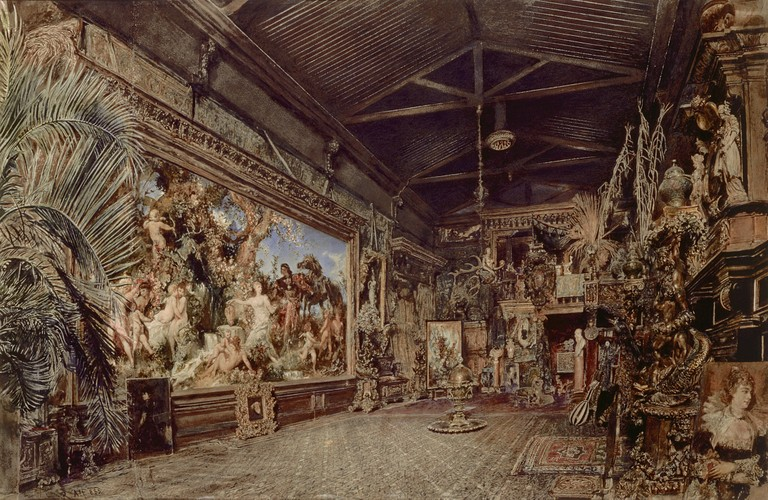
Hans Makarts Atelier in der Gusshausstrasse in Wien. (Rudolf von Alt)

El príncipe von Hohenlohe le proporcionó a Makart una antigua fundición en la calle Gusshausstraße número 25 para usarla como estudio. Poco a poco lo convirtió en un lugar impresionante lleno de esculturas, flores, instrumentos musicales y joyas que utilizaba para crear escenarios clásicos para sus retratos, principalmente de mujeres. Finalmente, su estudio parecía un salón y se convirtió en un punto de encuentro social en Viena. Cosima Wagner lo describió como una «maravilla de la belleza decorativa, un trastero sublime». Su lujoso estudio sirvió de modelo para una gran cantidad de salones de la clase media alta.
Los opulentos espacios semipúblicos del taller de Makart fueron el escenario de un encuentro entre el artista y su público. Makart se convirtió en mediador entre los diferentes niveles de la sociedad: creó una esfera socialmente ambigua en la que la nobleza y la burguesía podían encontrarse en la veneración mutua del maestro, y estetizó la floreciente autoconciencia de la burguesía mediante modelos históricos extraídos del mundo de la aristocracia. De esta manera, Makart vivió la imagen que la alta sociedad había creado de él.
Makart llegó a ser un líder reconocido de la vida artística de Viena, que en la década de 1870 pasó por un período de actividad febril, cuyos principales resultados son los edificios públicos decorados de la Ringstraße. No solo practicaba pintura, sino que también era diseñador de interiores, vestuario, muebles, y decorador de la mayoría de los espacios públicos de la época. Su trabajo engendró el término Makartstil, o «estilo Makart», que caracterizó completamente la época.
En 1879, Makart había organizado un concurso para celebrar el aniversario de bodas de plata de la pareja imperial, el emperador Francisco José I y su esposa Isabel de Baviera: diseñó, con una sola mano, los trajes, el escenario y los autos triunfales. Esto se conoció como el «desfile de Makart», y le había dado a la gente de Viena la oportunidad de vestirse con trajes históricos y ser transportado al pasado por unas horas. A la cabeza del desfile había una carroza para artistas, dirigida por Makart en un caballo blanco. Sus festivales se convirtieron en una institución en Viena que duró hasta la década de 1960. En el mismo año del primer desfile, se convirtió en profesor en la Academia de Viena.

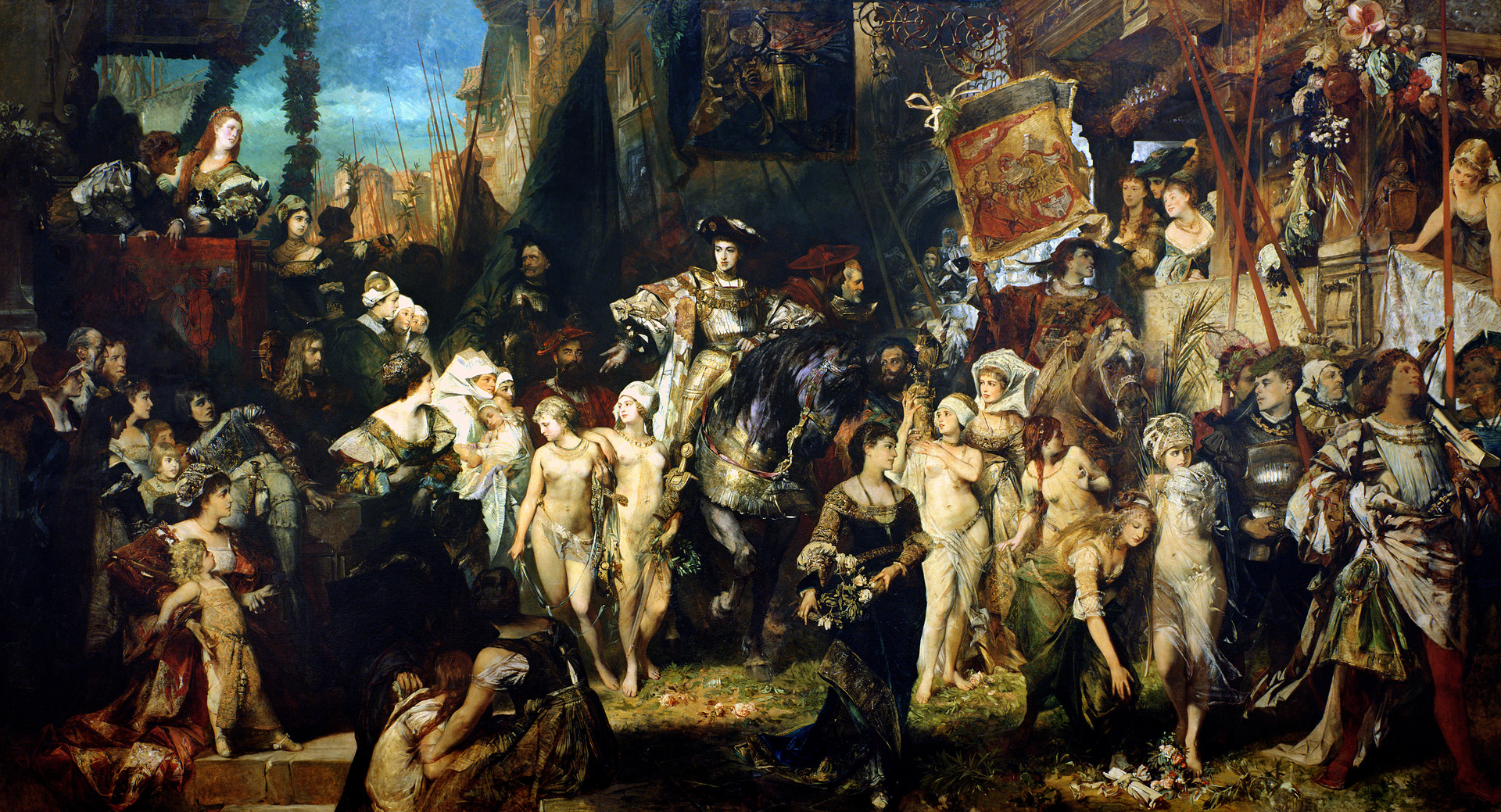
La entrada de Carlos V en Amberes

La pintura de Makart, La entrada de Carlos V en Amberes, causó cierta controversia, porque se representaba a Carlos V llegando en una procesión rodeado por vírgenes desnudas (se consideraba ofensivo incluir desnudos en una escena relativamente moderna). En los Estados Unidos, la pintura cayó bajo la proscripción de Anthony Comstock, lo que aseguró allí la fama de Makart.
En 1882, el emperador Francisco José I ordenó la construcción de Hermesvilla en Lainz (cerca de Viena) para su emperatriz y especificó que la decoración de la habitación se inspirara en El sueño de una noche de verano de Shakespeare. Makart diseñó para él un mundo de sueños que todavía se encuentra en Hermesvilla como una gran pintura (1882). Sin embargo, su diseño nunca se ejecutó después de su muerte en 1884. Su colección de antigüedades y arte consistía en 1083 piezas y fue subastada por el comerciante de arte H.O. Miethke.
La Plaza Makart de Salzburgo fue nombrada así por el pintor.

## Arte

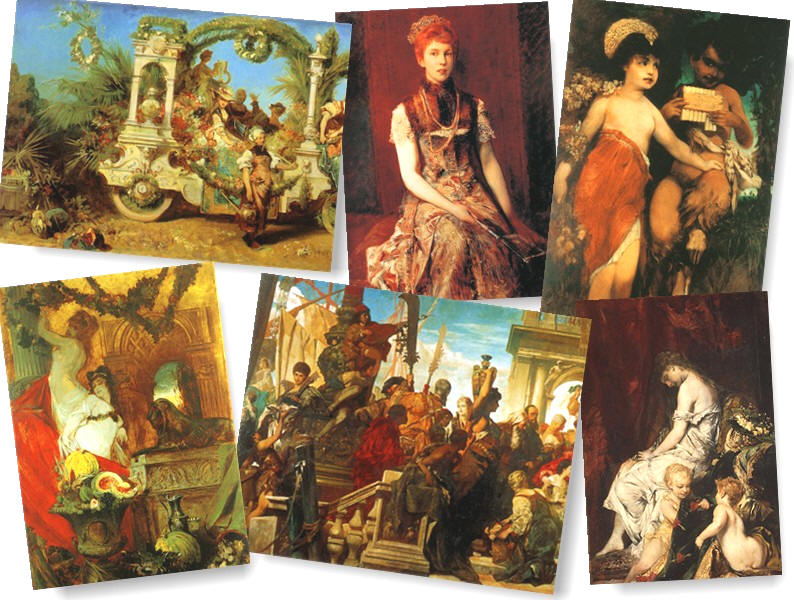
Seis obras de Makart

El Makartstil o «estilo de Markart», que determinó la cultura de toda una era en Viena, era un esteticismo que no se había visto antes y que no se ha replicado hasta el día de hoy. Llamado el «mago de los colores», pintó en colores brillantes y formas fluidas, lo que colocó el diseño y la estética de la obra por encima de todo. A menudo, para aumentar la fuerza de sus colores, introdujo asfalto en su pintura, lo que ha llevado a un cierto deterioro en sus pinturas a lo largo de los años. Las pinturas eran generalmente producciones teatrales a gran escala de motivos históricos. Obras como La elección papal revelan la habilidad de Makart en el uso audaz del color para transmitir drama, además de su capacidad como dibujante virtuoso.
Makart estaba profundamente interesado en la interacción de todas las artes visuales y, por lo tanto, en la implementación de la idea de la «obra de arte total» que dominó las discusiones sobre las artes en el siglo XIX. Este fue el ideal que realizó en festividades que organizó y centró alrededor de sí mismo. El desfile de Makart de 1879 fue la culminación de estos esfuerzos. Makart también era amigo del compositor Richard Wagner, y se puede argumentar que los dos desarrollaron los mismos conceptos y tendencias estilísticas en sus diferentes formas de arte: una preocupación por incorporar motivos de la historia y la mitología en un marco de estética, haciendo sus obras festividades históricas.

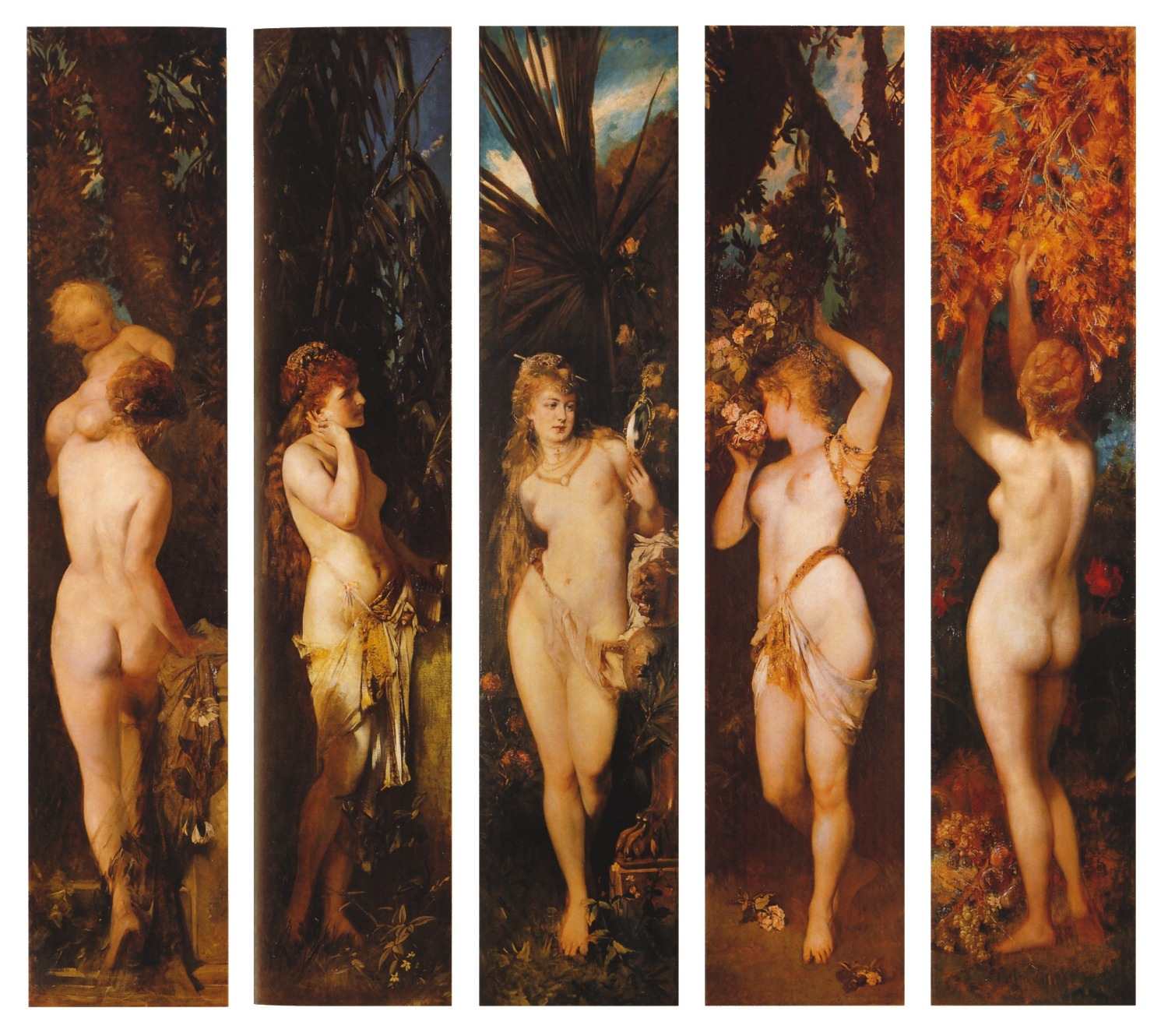
The five senses

El trabajo de Makart, como los de otros artistas académicos de la época, consistía en pintura alegórica y pintura histórica como se ve en Catherina Carnaro, La caza de Diana, La entrada de Carlos V en Amberes, Abundantia, Primavera, Verano, La muerte de Cleopatra, Los cinco sentidos, y Baco y Ariadna. Fue considerado el rival del francés William-Adolphe Bouguereau. En Austria, se consideraba que su competidor más cercano era Hans Canon, y fue asociado con el escultor Viktor Tilgner, quien viajó con él a Italia.

## Influencia
Además de su clara influencia en el arte académico y la alta cultura de Viena, Makart también influyó en una variedad de pintores y decoradores, incluidos muchos que se rebelaron contra su estilo, siendo el más notable Gustav Klimt, de quien se dijo le idolatraba. El estilo de Klimt en sus inicios se basa en el historicismo y tiene claras similitudes con las pinturas de Makart. Todo el enfoque decorativo de Jugendstil, el art nouveau austriaco del que formaba parte Klimt, surgió en un entorno en el que Makart había puesto los aspectos decorativos del arte en primer plano. Algunos también han sugerido que la primacía del simbolismo sexual en las obras de arte art nouveau fue influenciada por la sensualidad en muchas de las pinturas de Makart.